# Teiche zwischen Selent und Plön
Teiche zwischen Selent und Plön este o arie protejată (arie de protecție specială avifaunistică — SPA) din Germania întinsă pe o suprafață de 443 ha, integral pe uscat.

## Localizare
Centrul sitului Teiche zwischen Selent und Plön este situat la coordonatele 54°13′15″N 10°26′09″E / 54.2208°N 10.4358°E.

## Înființare
Situl Teiche zwischen Selent und Plön a fost declarat arie de protecție specială avifaunistică în octombrie 2000 pentru a proteja 15 specii de animale.

## Biodiversitate
Situată în ecoregiunea continentală, aria protejată nu include niciun habitat protejat.
La baza desemnării sitului se află mai multe specii protejate de  păsări (15): ciocârlie-de-câmp (Alauda arvensis), pescăruș albastru (Alcedo atthis), rață lingurar (Anas clypeata), rață mică (Anas crecca crecca), rață cârâitoare (Anas querquedula), Anas strepera strepera, Anser albifrons albifrons, buhai de baltă (Botaurus stellaris stellaris), erete de stuf (Circus aeruginosus), Grus grus grus, sfrâncioc roșiatic (Lanius collurio), pescăruș sur (Larus canus), Podiceps nigricollis nigricollis, cresteț pestriț (Porzana porzana), nagâț (Vanellus vanellus).